# سم.سی. سارگسیان
سم. سی. سارگسیان ( انگلیسی: Sam C. Sarkesian؛ زاده ۷ نوامبر ۱۹۲۷ – درگذشته ۲۶ سپتامبر ۲۰۱۱) کارشناس سیاسی، و استاد دانشگاه ارمنی‌تبار اهل ایالات متحده آمریکا بود. سارگسیان یک محقق برجسته روابط مدنی و نظامی در امنیت ملی بود که کتاب ها و مقالات متعددی درباره موضوعات مختلف در این زمینه منتشر کرده است.

## جوایز
وی برندهٔ جوایزی همچون لژیون افتخار و نشان ستاره برنزی شده‌است.